# Хыршкасы
Хыршкасы́ (чув. Хырăшкасси) — деревня в Чебоксарском районе Чувашской Республики. Входит в состав Чиршкасинского сельского поселения.

## География
Находится в северной части Чувашии на расстоянии приблизительно 19 км на запад-юго-запад по прямой от районного центра поселка Кугеси.

## История
Известна с 1858 года, когда здесь (тогда околоток деревни Первая Алина, ныне не существует) было 7 дворов и 49 жителей. В 1906 году было 15 дворов, 100 жителей, в 1926 — 20 дворов, 90 жителей, в 1939 — 72 жителя, в 1979 — 46. В 2002 году было 13 дворов, в 2010 — 7 домохозяйств. В период коллективизации образован колхоз «Алино», в 2010 году действовал СХПК «Искра»
.

## Население
Постоянное население составляло 21 человек (чуваши 100 %) в 2002 году, 21 в 2010.